# Соколов, Анатолий Викторович
Анатолий Викторович Соколов (род. 12 июля 1951 года) — советский и казахстанский спортсмен (хоккей на траве).

## Карьера
В 1970-77 годах играл в алма-атинском «Динамо».
В чемпионате СССР провёл 99 игр. Четырёхкратный чемпион СССР (1972, 1973, 1975, 1977), трёхкратный серебряный призёр чемпионата СССР (1970, 1971, 1974).

### Хоккей с мячом
Параллельно играл в хоккей с мячом за «Динамо». Трёхкратный серебряный (1973, 1975, 1976) и двукратный бронзовый (1971, 1974) призёр чемпионата СССР. В чемпионате СССР провел 83 игры.

## Образование
Выпускник Казахского ГИФКа (1991).